# TTV Twenty-One Up
TTV Twenty-One Up is een tafeltennisclub uit Rotterdam. De naam van de club wordt ook afgekort tot 21-up en is afgeleid van een gelijknamig boek uit 1950 van de legendarische tafeltennisser Richard Bergmann. De oprichting vond plaats op 1 april 1952.

## Geschiedenis
In de beginjaren werd er gespeeld in het Tafeltenniscentrum aan de Nieuwe Binnenweg. Met de opening van een tafeltenniscentrum op 17 oktober 1952, ging een lang gekoesterde wens in vervulling.
Er waren twee hoofdredenen om dit centrum te openen:
- Om het mogelijk te maken dat leden en niet-leden steeds in staat zijn om te gaan oefenen;
- Om een bijdrage te leveren tot het opheffen van de heersende zalennood.

En die bijdrage was niet gering, want niet minder dan 11 verenigingen vonden een onderdak in het centrum. Het zijn: Diveko, Elan, Germinal, GJR, GMTTC, Rotterdam, SVA, Tavejo, Twenty-One Up, VBP en Wifra.

## Vereniging
De speelzaal van TTV Twenty-One Up bevindt zich aan de Van Alkemadehof nabij het centrum van Rotterdam. Er wordt gespeeld op alle niveaus: van de schoolsportverenigingen en recreantentraining voor senioren tot aan de landelijke competitie. In totaal telt de vereniging tachtig leden en doen er vijftien teams mee aan de competitie van de NTTB. Het hoogste herenteam speelt in de nationale Derde Divisie en het eerste jeugdteam in Landelijk B. In het voorjaar van 2015 mocht het eerste jeugdteam zich landskampioen noemen nadat zij bovenaan waren geëindigd in de Kampioenspoule.

## Showdown
Binnen 21-up bestaat er ook een afdeling Showdown. Showdown is een sport voor visueel gehandicapten en wordt gespeeld op basis van het gehoor. Het kan ook gespeeld worden als men geen visuele handicap heeft maar een blinderingsbril op zet.

## Erelijst
- Landskampioen jongens 2015 [bron?]